# Kaj Axel
Kaj Gunnar Nielsen Axel (1. juli 1904 i Vordingborg – 20. maj 1974) var en dansk professionel bokser i letsværvægt. 
Kaj Axel påbegyndte sin professionelle boksekarriere i Argentina. De nærmere detaljer om Kaj Axels kampe i Argentina ligger ikke helt fast. Han er registreret for 11 kampe i Argentina med 9 sejre, én uafgjort og kun et enkelt nederlag. Kampene fandt sted fra medio 1927 til starten af 1929. 
Efter opholdet i Argentina kom Kaj Axel igen til Danmark, da han den 14. februar 1930 boksede i København mod debutanten Jean Harton og opnåede endnu en sejr. Efter en række sejre blev han matchet mod landsmanden Cordt Andersen i sin hjemby Vordingborg, og vandt en sikker sejr, da han stoppede sin modstander i 3. omgang. 
Sejrstimen blev brudt, da Kaj Axel den 16. januar 1931 alene opnåede uafgjort mod den franske letsværvægter Sportiello, som Kaj Axel dog besejrede i en returkamp et par måneder senere i København. Senere på året blev det til et nederlag mod den belgiske mester Gustave Limousin. Det blev herefter til en enkelt sejr i 1932, da Kaj Axel besejrede algieren Bob Youssef, men senere på året boksede Kaj Axel i Paris, hvor han tabte til Emil Lebrize, der i tolv foregående kampe kun havde vundet tre. Efter en skuffende uafgjort mod den urutinerede tysker Klockermann i marts 1933 opgav Kaj Axel karrieren. 
Kaj Axel opnåede 26 kampe, hvoraf 20 blev vundet (10 før tid), 3 tabt (1 før tid) og 3 endte uafgjort. 